# Ляса
Ляса (рум. Leasa) — село у повіті Арад в Румунії. Входить до складу комуни Хелмаджу.
Село розташоване на відстані 344 км на північний захід від Бухареста, 95 км на схід від Арада, 98 км на південний захід від Клуж-Напоки, 116 км на північний схід від Тімішоари.

## Населення
За даними перепису населення 2002 року у селі проживали 278 осіб, усі — румуни. Усі жителі села рідною мовою назвали румунську.